# .ch
.ch — в Інтернеті, національний домен верхнього рівня (ccTLD) для Швейцарії.

## Домени 2-го та 3-го рівнів
В цьому національному домені нараховується приблизно 356,000,000 вебсторінок (станом на червень 2016 року).
У наш час використовуються та приймають реєстрації доменів 3-го рівня такі доменні суфікси (відповідно, існують такі домени 2-го рівня):
| Суфікс   | Регламентовані користувачі                                            |
| .asn.ch  | Асоціації та неприбуткові організації                                 |
| .com.ch  | Комерційні установи, корпорації                                       |
| .edu.ch  | Наукові та дослідницькі установи, коледжі, університети або інститути |
| .gov.ch  | Державні та урядові установи                                          |
| .int.ch  | Міжнародні організації                                                |
| .mobi.ch | Сервіси та вебмайданчики для мобільних пристроїв                      |
| .sch.ch  | Публічні та приватні школи                                            |